# THIS IS IT (コンサート)
THIS IS IT（、2009年～2010年）は、イギリス・ロンドンのO2アリーナで予定されていたアメリカの歌手マイケル・ジャクソンのコンサートである。2009年7月13日から2010年3月6日まで全50公演が予定されていた。

## 概要
2009年1月、O2アリーナを運営する「AEGライブ」は、ITV1 ロンドンで放送された『ダンシング・オン・アイス』のコマーシャルにおいて、最初のライブ告知を行った。3月5日にはマイケルが自らO2アリーナで公式記者会見を開催。
ライブタイトルの“This Is It”とは「これはアレだ」、「これっきり、これが最後だよ」という意味である。
公式記者会見中でマイケルは「これが最後のライブになる」、「間違いなくこれが最後のライブになるので、皆さんが聴きたい曲を歌います。これが最後のカーテン・コールです」と語った。
マイケルにとって本公演は、1996年 - 1997年に開催された「HIStory World Tour」以来12年ぶりのコンサートになる予定であり、この間に起こったマイケル・ジャクソン裁判などで長期間休止していた音楽活動の再開を意味するコンサートでもあった。
当初予定されていた10公演のチケットが即時完売したため、その後公演回数が増加し、最終的には全50公演が行われることとなる。この50公演のチケットは、わずか5時間で完売したという。期間は2009年7月から9月までの前半と2010年1月から3月に行われる予定だった（後述）。
このコンサートのリハーサルは2009年の4月にアメリカ、カリフォルニア州で始まったが、2009年5月20日にドレス・リハーサルに時間を要する、という理由で、当初は2009年7月8日からの予定だったこの公演の開始日は、2009年7月13日に延期された。
リハーサルはロサンゼルスのステイプルズ・センターとザ・フォーラムで、機材構築含めマイケルの死去の直前まで執り行われていた。リハーサル中にほぼすべてのMVの映像を撮り終えていたものの、本番と完全に同じ環境でのリハーサルを実行する直前の時期であった6月25日にマイケルが急死し、全日程中止が発表された。この影響でマイケル・ジャクソンが本来着る予定だった衣装は本人の監修を経てほとんど制作が終わっていたが、手を付けることは一切なかった。発売されたチケットは払い戻しの対応が採られたが、チケットを購入した数多くのファンは彼の死を惜しみ払い戻しをしなかった。
その後、本公演のリハーサル映像などが映画化され、『マイケル・ジャクソン THIS IS IT』に収録された。

## 公演日程
| 2009年7月 |
| --------- |
| 7月13日   |
| 7月16日   |
| 7月18日   |
| 7月22日   |
| 7月24日   |
| 7月26日   |
| 7月28日   |
| 7月30日   |

| 2009年8月 |
| --------- |
| 8月1日    |
| 8月3日    |
| 8月10日   |
| 8月12日   |
| 8月17日   |
| 8月19日   |
| 8月24日   |
| 8月26日   |
| 8月28日   |
| 8月30日   |

| 2009年9月 |
| --------- |
| 9月1日    |
| 9月3日    |
| 9月6日    |
| 9月8日    |
| 9月10日   |
| 9月21日   |
| 9月23日   |
| 9月27日   |
| 9月29日   |

| 2010年1月 |
| --------- |
| 1月7日    |
| 1月9日    |
| 1月12日   |
| 1月14日   |
| 1月16日   |
| 1月18日   |
| 1月23日   |
| 1月25日   |
| 1月27日   |
| 1月29日   |

| 2010年2月 |
| --------- |
| 2月1日    |
| 2月3日    |
| 2月8日    |
| 2月10日   |
| 2月12日   |
| 2月16日   |
| 2月18日   |
| 2月20日   |
| 2月22日   |
| 2月24日   |

| 2010年3月 |
| --------- |
| 3月1日    |
| 3月3日    |
| 3月6日    |